# Efthýmis Kioumourtzóglou
Efthýmis Kioumourtzóglou (en grec : Ευθύμης Κιουμουρτζόγλου), né le 28 septembre 1952, est un ancien entraîneur grec de basket-ball. 

## Palmarès
- Finaliste du championnat d'Europe 1989